# Edith Erastoff
Edith Erastoff (18 de abril de 1887 - 28 de agosto de 1945) fue una actriz teatral y cinematográfica sueca de origen finlandés, conocida por sus papeles en películas suecas mudas y por su matrimonio con el director Victor Sjöström.

## Biografía
Su verdadero nombre era Edith Alma Frederika Lundberg, y nació en Helsinki, Finlandia. Erastoff se formó como actriz en la escuela teatral de Anton Franck en Helsinki, debutando sobre los escenarios en 1904 en el Teatro Sueco de su ciudad natal, en el cual trabajó hasta 1914. Posteriormente se mudó a Estocolmo, Suecia, donde formó parte del elenco del Teatro  Komediteatern (Intima teatern).
En 1915 destacó por su papel de joven revolucionaria en la obra teatral Attentatet. Siguió actuando en el Komediteatern hasta 1920 y, entre ese año y 1922, actuó en el Svenska Teatern de la capital sueca. También actuó para Gösta Ekman (sénior) en el Vasateatern de Estocolmo. Dejó la actuación tras su matrimonio en 1922 con Victor Sjöström.
Entre sus papeles más destacados figuran el de Henriette en la pieza de August Strindberg Brott och brott, Antoinette en El enfermo imaginario (de Molière), Gertrud en Strandby folk (Holger Drachmann), Page en Las alegres comadres de Windsor (William Shakespeare), Madam Styf en Gentes de Hemsö (Strindberg), Dagny en Kämparna på Helgeland (Henrik Ibsen), Madame de Pompadour en Pompadours triumf, Lady Teazle en Skandalskolan (Richard Sheridan, Mona en Fäderneslandet, y el papel titular en Segergudinnan.
Erastoff debutó en el cine en 1913 con la película de Mauritz Stiller Gränsfolken, actuando en la década de 1910 en dos grandes películas de Victor Sjöström, Terje Vigen y Berg-Ejvind och hans hustru, así como en Sången om den eldröda blomman, de Stiller. Actuó en una única película sonora, Johan Ulfstjerna (1936), dirigida por Gustaf Edgren. Según Gustaf Collijn, ella fue una de las actrices más versátiles y temperamentales de Suecia.
Edith Erastoff falleció en el Hospital Sophiahemmet de Estocolmo en el año 1945, y fue enterrada en el Cementerio Norra begravningsplatsen, en esa misma ciudad. Se casó dos veces. Su primer marido fue el autor Georg Erastoff, y el segundo fue el cineasta Victor Sjöström (desde 1922). Erastoff fue la madre de la actriz Guje Lagerwall.

## Filmografía
- 1913 : Gränsfolken
- 1915 : Hämnaren
- 1915 : Hjälte mot sin vilja
- 1915 : Högsta vinsten
- 1916 : Ålderdom och dårskap
- 1917 : Chanson triste
- 1917 : Envar sin egen lyckas smed
- 1917 : Fru Bonnets felsteg
- 1917 : Värdshusets hemlighet
- 1917 : Terje Vigen
- 1918 : Berg-Ejvind och hans hustru
- 1919 : Sången om den eldröda blomman
- 1921 : Högre ändamål
- 1936 : Johan Ulfstjerna

## Teatro
- 1914 : Lilla Eva, de Olga Ott, dirección de Einar Fröberg, Komediteatern[5]
- 1914 : Karlavagnen, de Tor Hedberg, dirección de Einar Fröberg, Komediteatern[6]
- 1914 : Arabia land, de Anna Maria Roos, Komediteatern[7]
- 1915 : Attentatet, de Leo Birinski, dirección de Emil Grandinson, Komediteatern[8]
- 1915 : Djävulen, de Ferenc Molnár, dirección de Einar Fröberg, Komediteatern[9]
- 1915 : Oväder, de August Strindberg, dirección de Mauritz Stiller, Komediteatern[10]
- 1915 : Las alegres comadres de Windsor, de William Shakespeare, dirección de Emil Grandinson, Komediteatern[11]
- 1915 : Den politiske kannstöparen, de Ludvig Holberg, dirección de Einar Fröberg, Komediteatern[12]
- 1915 : Erotik, de Gustav Wied, dirección de Einar Fröberg, Komediteatern[13]
- 1915 : Pompadours triumf, de Adolf Paul, dirección de Einar Fröberg, Komediteatern[14]
- 1915 : Julstugan, de Ludvig Holberg, dirección de Einar Fröberg, Komediteatern[15]
- 1915 : Moral, de Ludwig Thoma, dirección de Einar Fröberg, Komediteatern[16]
- 1916 : Generalrepetition på ett dyrbart liv, de Harry Vosberg, dirección de Albin Lavén, Komediteatern[17]
- 1916 : Takrännan, de Gustaf Collijn, dirección de Gustaf Collijn, Komediteatern[18]
- 1916 : El enfermo imaginario, de Molière, dirección de Einar Fröberg, Komediteatern[19]
- 1916 : Hannele, de Gerhart Hauptmann, dirección de Einar Fröberg, Komediteatern[20]
- 1917 : Fädernesland, de Einar Christiansen, dirección de Einar Fröberg, Komediteatern[21]
- 1917 : En födelsedag på gäldstugan, de August Blanche, dirección de Einar Fröberg, Komediteatern[22]
- 1917 : Jeffrey Pantons historia, de Alfred Sutro, dirección de Einar Fröberg, Komediteatern[23]
- 1918 : Ljunghuset, de Nils Wilhelm Lund, dirección de Einar Fröberg, Komediteatern[24]
- 1918 : Den röde André, de Mikael Lybeck, dirección de Rune Carlsten, Komediteatern[25]
- 1918 : Köpt och betalt, de George Broadhurst, dirección de Einar Fröberg, Komediteatern[26]
- 1918 : Narren, de Peter Egge y Rune Carlsten, dirección de Rune Carlsten, Komediteatern[27]
- 1918 : Skandalskolan, de Richard Brinsley Sheridan, dirección de Einar Fröberg, Komediteatern[28]
- 1919 : Furstens återkomst, de August Brunius, dirección de Einar Fröberg, Komediteatern[29]
- 1919 : Segergudinnan, de Ernst Didring, Komediteatern[30]
- 1919 : Den nya garnisonen, de Louis Angely y C.G. Etienne, dirección de Josua Bengtson, Komediteatern[31]
- 1920 : Barnsölet, de Ludvig Holberg, dirección de Rune Carlsten, Komediteatern[32]
- 1922 : Kungens dansös, de Rudolf Presber y Leo Stein, dirección de Gunnar Klintberg, Svenska teatern[33]
- 1931 : Skomakarkaptenen i Köpenick, de Carl Zuckmayer, dirección de Per Lindberg, Vasateatern[34]